# 烏蘭泰
烏蘭泰（？—1852年），字远芳，清朝官員，索佳氏，满洲正红旗人。由火器营鸟枪护军从征回疆有功，升蓝翎长，累擢护军参领，道光二十七年擢广东副都统。善训练，讲求火器。

## 生平
- 咸丰元年，广西太平軍炽，诏乌兰泰帮办军务，选带適用器械及得力章京兵丁赴军，以广东绿营精兵五百人隶之。
- 四月，偕向荣、秦定三等围太平軍於武宣，太平軍窜象州（今廣西省象州县），自请治罪。诏以其初至，免议，命偕向荣节制镇将。
- 时军中将帅不和，文宗忧之，密谕乌兰泰实陈勿隐，又言：“向荣初剿太平軍屡捷，未免轻贼。及其子招嫌，楚兵藉口，遂多诿卸。然在军镇将无及荣者。更易其兵，仍可立功。”上下其疏，命赛尚阿覈奏，赛尚阿请不咎既往，令乌兰泰与向荣分任军事，以专责成。
- 太平軍踞象州中坪（今象州县中平鎮），乌兰泰督贵州三镇兵，殪太平軍千馀。是年秋，太平軍窜桂平新墟（今桂平市），乌兰泰分四路进攻，破伏太平軍於莫村，一日七战皆捷，斩级数千，赐花翎。
- 太平軍屯紫荆山，新墟为山前门户，太平軍遂陷永安州。乌兰泰追至，战於水窦、圞岭，皆大捷，赐黄马褂。永安地险，太平軍皆死党固结，仅乌兰泰一军久战已疲，故不能制之。
- 向荣自平南败后被谴，讬病至冬始抵永安，攻北路，乌兰泰攻南路，毁水窦太平軍軍營。向荣亦进夺槓岭要隘，合击迭挫太平軍。赛尚阿亲莅督战，期在必克。江忠源号知兵，隶乌兰泰军，倚其赞助；每言太平軍凶悍，久蔓将不可制，必聚而歼之。乌兰泰主锁围困太平軍，向荣谓围城缺一面，乃古法，宜纵太平軍出击，两人意不合。
- 会荣克城西砲台，二年元旦，同诣赛尚阿贺岁。赛尚阿遇荣特优，乌兰泰愤甚，忠源解之，然益不相能。忠源以母忧，辞归。

## 戰歿
- 时严诏促战，春雨连旬，士卒疲困。二月，太平軍弃城冒雨夜走，北犯桂林。乌兰泰率兵急追至昭平山中，路险雨滑，为太平軍所乘，败绩，总兵长瑞、長壽、董光甲、邵鹤龄死之。
- 向荣径收州城，由间道趋桂林，先太平軍至。乌兰泰踵太平軍后，战於南门外，争将军桥，砲中右腿，创甚，退屯阳朔，越二十日卒於军。
- 乌兰泰忠勇为诸将冠，文宗深惜之，赐银一千两治丧，予轻车都尉世职，谥武壮。